# القلیل
ال قلیل یک منطقهٔ مسکونی در یمن است که در استان صنعا واقع شده‌است.